# Elezioni legislative in Svezia del 2018
Le elezioni legislative in Svezia del 2018 si sono tenute il 9 settembre per il rinnovo del Riksdag, il Parlamento svedese.
In seguito all'esito elettorale, Stefan Löfven, espressione del Partito Socialdemocratico, è stato confermato Ministro di Stato.

## Contesto

### Quadro politico
Il Partito socialdemocratico (simboleggiato da una S; Socialdemokraterna in svedese) è al momento il partito più grande in parlamento, possedendo 100 dei 349 seggi totali. Esso è anche il partito del primo ministro uscente, Stefan Löfven, e collabora con i Verdi per formare una maggioranza di governo. Löfven, al potere dal 2014, ha affermato che si candiderà nuovamente per un secondo mandato.
Il Partito moderato (M; Moderaterna) è il secondo partito più grande nel Riksdag con 70 seggi. È stato al potere dal 2006 al 2014 con il suo primo ministro Frederik Reinfeldt e oggi il partito è guidato da Anna Kinberg Batra. Il partito fa parte della Alleanza, l'unione dei partiti ad oggi all'opposizione.
I Democratici Svedesi (SD; Sverigedemokraterna) sono il terzo partito nel Riksdag, con un gruppo parlamentare di 62 seggi. Nelle elezioni del 2014 il partito è cresciuto di 29 seggi rispetto alle elezioni del 2007 e il loro leader è Jimmie Åkesson. Il partito è all'opposizione ma non fa parte della Alleanza.
Il Partito di Centro (C; Centerpartiet) si piazza al quarto posto per numero di eletti al Parlamento, raggiungendo 31 seggi. Ha fatto parte del governo Reinfeld dal 2006 al 2014. Il partito è oggi guidato da Annie Lööf. Anche il Partito di centro fa parte della Alleanza con altri partiti dell'opposizione.
Il Partito della sinistra (V; Vänsterpartiet) è il quinto partito più grande in parlamento, con 27 seggi. Il suo leader attuale è  Jonas Sjöstedt. Anche se è all'opposizione, non fa parte della Alleanza.
I Democratici Cristiani (KD; Kristdemokraterna) guidati da Ebba Busch Thor, si piazzano al sesto posto per numero di seggi in Parlamento, con 22. Secondo le stime di voto il partito potrebbe avere difficoltà a superare la soglia di sbarramento nelle prossime elezioni. Il partito fa parte della Alleanza.
I Liberali (L; Liberalerna) sono invece al settimo posto per numero di seggi al Riksdag, avendone 19. Anche i Liberali, come il Partito di centro, hanno fatto parte del governo Reinfeldt fino al 2014. Il partito è guidato da Jan Björklund, anche se la sua leadership è fortemente criticata all'interno del partito stesso. Anche i Liberali fanno parte della Alleanza.
Il Partito Ambientalista i Verdi (MP; Miljöpartiet) è l’ottavo partito più grande nel Parlamento, con 16 posti. Al momento fanno parte della coalizione di governo, sostenendo i Socialdemocratici di Löfven. I due leader del partito sono Gustav Fridolin e Isabella Lövin.
| Nome | Nome | Nome                      | Ideologie                                 | Leader                         |
| ---- | ---- | ------------------------- | ----------------------------------------- | ------------------------------ |
|      | S    | Partito Socialdemocratico | Socialdemocrazia Terza via                | Stefan Löfven                  |
|      | M    | Partito Moderato          | Conservatorismo liberale                  | Ulf Kristersson                |
|      | SD   | Democratici Svedesi       | Conservatorismo nazionale Euroscetticismo | Jimmie Åkesson                 |
|      | MP   | Partito Ambientalista     | Ecologismo Ambientalismo                  | Gustav Fridolin Isabella Lövin |
|      | C    | Partito di Centro         | Liberalismo Ruralismo                     | Annie Lööf                     |
|      | V    | Partito della Sinistra    | Ecosocialismo Femminismo                  | Jonas Sjöstedt                 |
|      | L    | Liberali                  | Liberalismo Europeismo                    | Jan Björklund                  |
|      | KD   | Cristiani Democratici     | Cristianesimo democratico Liberismo       | Ebba Busch Thor                |
|      | F!   | Iniziativa Femminista     | Femminismo Antirazzismo                   | Gudrun Schyman Gita Nabavi     |

## Risultati
| Partito Socialdemocratico dei Lavoratori di Svezia | 1 830 386 | 28,26 | 100 |  |  |  |
| Partito Moderato                                   | 1 284 698 | 19,84 | 70  |  |  |  |
| Democratici Svedesi                                | 1 135 627 | 17,53 | 62  |  |  |  |
| Partito di Centro                                  | 557 500   | 8,61  | 31  |  |  |  |
| Partito della Sinistra                             | 518 454   | 8,00  | 28  |  |  |  |
| Democratici Cristiani                              | 409 478   | 6,32  | 22  |  |  |  |
| Liberali                                           | 355 546   | 5,49  | 20  |  |  |  |
| Partito Ambientalista i Verdi                      | 285 899   | 4,41  | 16  |  |  |  |
| Iniziativa Femminista                              | 29 665    | 0,46  | –   |  |  |  |
| Alternativa per la Svezia                          | 20 290    | 0,31  | –   |  |  |  |
| Coalizione dei Cittadini                           | 13 056    | 0,20  | –   |  |  |  |
| Partito Pirata                                     | 7 326     | 0,11  | –   |  |  |  |
| Democrazia Diretta                                 | 5 153     | 0,08  | –   |  |  |  |
| Altri <5.000 voti                                  | 23 647    | 0,37  | –   |  |  |  |
| Totale                                             | 6 476 725 | 100   | 349 |  |  |  |
|                                                    |           |       |     |  |  |  |
| Voti non validi                                    | 58 546    | 0,90  |     |  |  |  |
| Votanti                                            | 6 535 271 |       |     |  |  |  |

| Riepilogo dei seggi (+/- elezioni 2014) | Riepilogo dei seggi (+/- elezioni 2014) | Riepilogo dei seggi (+/- elezioni 2014) | Riepilogo dei seggi (+/- elezioni 2014) | Riepilogo dei seggi (+/- elezioni 2014) | Riepilogo dei seggi (+/- elezioni 2014) | Riepilogo dei seggi (+/- elezioni 2014) |
| --------------------------------------- | --------------------------------------- | --------------------------------------- | --------------------------------------- | --------------------------------------- | --------------------------------------- | --------------------------------------- |
|                                         |                                         |                                         |                                         |                                         |                                         |                                         |
| V                                       | 28                                      | ▲ 7                                     |                                         | MP                                      | 16                                      | ▼ 9                                     |
| S                                       | 100                                     | ▼ 13                                    |                                         | C                                       | 31                                      | ▼ 9                                     |
| L                                       | 20                                      | ▼ 1                                     |                                         | KD                                      | 22                                      | ▼ 6                                     |
| M                                       | 70                                      | ▼ 14                                    |                                         | SD                                      | 62                                      | ▲ 13                                    |

### Distribuzione del voto per comune

Partito Socialdemocratico dei Lavoratori di Svezia
Partito Moderato
Democratici Svedesi
Partito di Centro
Partito della Sinistra
Democratici Cristiani
Liberali
Partito Ambientalista i Verdi